# Ajaccio Corse du Sud
Ajaccio Corse du Sud (Ajaccio Corse du Sud Basket-Ball) est un club français de basket-ball basé à Ajaccio. Il a évolué en Nationale 2 (3e division nationale à l'époque) pendant plusieurs saisons dans les années 90. 

## Historique
Le club a évolué en Nationale 2 pendant plusieurs saisons dans les années 90. Pour la saison 1992-1993, il se classe 4e avec 16 victoires et 10 défaites. En 1993-1994, le club se classe 9e avec 15 victoires pour 15 défaites. En 1994-1995, il obtient une 9e place avec 14 victoires pour 16 défaites.    

### Joueurs célèbres ou marquants
- Franck Vérove
- Yves-Marie Vérove (Entraineur-joueur)

### Entraîneurs successifs
- 1990-1995 : Yves-Marie Vérove